# 黃鴻升
黃鴻升（英語：Alien Huang，1983年11月28日—2020年9月16日），台灣男歌手、演員、主持人，外號小鬼。因日本朝日電視台節目《黃金傳說》的特別企劃，於2002年組成男子團體「HC3」，後於2003年組成團體「丸子」始獲知名度，成軍不久後解散，開始單飛發展。2015年，以和羅志祥主持的節目《娛樂百分百》入圍第50屆電視金鐘獎「綜藝節目主持人獎」。2018年加入《綜藝玩很大》主持行列，2019年與主持人吳宗憲、KID共同入圍第54屆電視金鐘獎「益智及實境節目主持人獎」。2020年9月16日被父親發現於家中猝逝，享年36歲。2021年與主持人吳宗憲、KID再度共同入圍第56屆電視金鐘獎「益智及實境節目主持人獎」。

## 早年
黃鴻升出生於臺北市北投區，爺爺是上海人，從小與父親、妹妹及奶奶一起生活；他因父母離異而與母親不同住，關係仍親密無間。小學就讀於臺北市北投區逸仙國民小學，從小每次在壁報設計比賽都能獲得前三名的成績；國中時，其父親曾有意栽培黃鴻升成為專業的高爾夫球手，他曾經打出七十六桿的佳績。對表演充滿熱忱的黃鴻升後來報考臺北市私立華岡藝術學校，並在數千名考生中以第一名的成績錄取戲劇科。18歲時，他考獲中華救生協會的救生員執照，20歲時獲游泳教練資格。2011年因健康檢查，他發現自己有遺傳性家族腎臟病史，因此得免服兵役。

## 演藝生涯

### 2001年~2009年
2001年，黃鴻升就讀高中期間，受邀參加電影《藍色大門》的選角訓練班，最後未參演這部作品，卻被當時的經紀人發掘，於18歲時出道。2002年，他以「小升」之名在公視的兒童行腳節目《下課花路米》擔任主持人，後以三人男子團體「HC3」進軍樂壇（另外兩名成員為陳柏霖和遠藤章造），發行首張單曲〈我們是朋友〉，團體不久後解散。2003年，黃參演偶像劇《半成年之搞個自由式》，之後他與該劇的另二名主要演員Junior（韓宜邦）、綠茶（林埈永）組成團體「丸子」。在參演《半成年之搞個自由式》時，該劇導演鈕承澤為黃鴻升飾演的劇中角色取名「小鬼」，從此成為他的外號；黃鴻升之後自取的英文名字「Alien」象徵外星人、未知的生物，因為他希望自己能夠如外星人般無法被定義，並擁有豐富的想像力以及無限的創意和可能性。2004年，黃參演電影《夢遊夏威夷》和《狂放》，於前者飾主角之一。2005年，由於丸子成員之一的綠茶發生合約問題，團體在發行一張專輯《關東煮》後解散；離開團體後，黃鴻升自組名為「Speedball」的樂團，自己錄製專輯並於街頭演出。之後，他參與主持《娛樂歐MyGod》、《生存巴士》和《娛樂百分百》等綜藝節目，也在八大電視的偶像劇《終極一班》飾演「蔡一零」一角。
2006年，黃鴻升成為八大綜合台的娛樂新聞節目《娛樂百分百》主持人，與（非正式結拜）師父羅志祥以及後來加入的簡愷樂、威廉、敖犬等人共同輪流主持；同年出演電視劇《天堂來的孩子》和《東方茱麗葉》。2007年，他與卓文萱合作對唱情歌〈愛的主旋律〉，同年發行第一本全創作圖文集《搞什麼鬼？！》，亦出演偶像劇《熱情仲夏》；同年8月，熱愛潮流時尚的黃鴻升開始在潮流雜誌《BANG》擁有個人專欄《搞什麼鬼潮流》。2008年，參演偶像劇《霹靂MIT》，並於5月推出第二本图文集《鬼怒穿》，《鬼怒穿》精裝版附贈帶有嘗試性質的首張個人單曲《鬼混》；該年10月，他主持外景美食節目《小鬼當家》。2009年6月，黃鴻升和音樂製作人黃國倫搭檔主持TVBS歡樂台的綜藝談話節目《得獎的事》；同年7月，發行首張個人EP《不屑》；9月11日，他自創潮流品牌“Alien Evolution Studio”，在台北東區開店營運；11月，參演電視劇《我在1949，等你》；該年12月，過往以男子團體成員身分發展音樂事業的黃鴻升發行首張個人專輯《Love Hero 愛&英雄》。

### 2010年~2020年

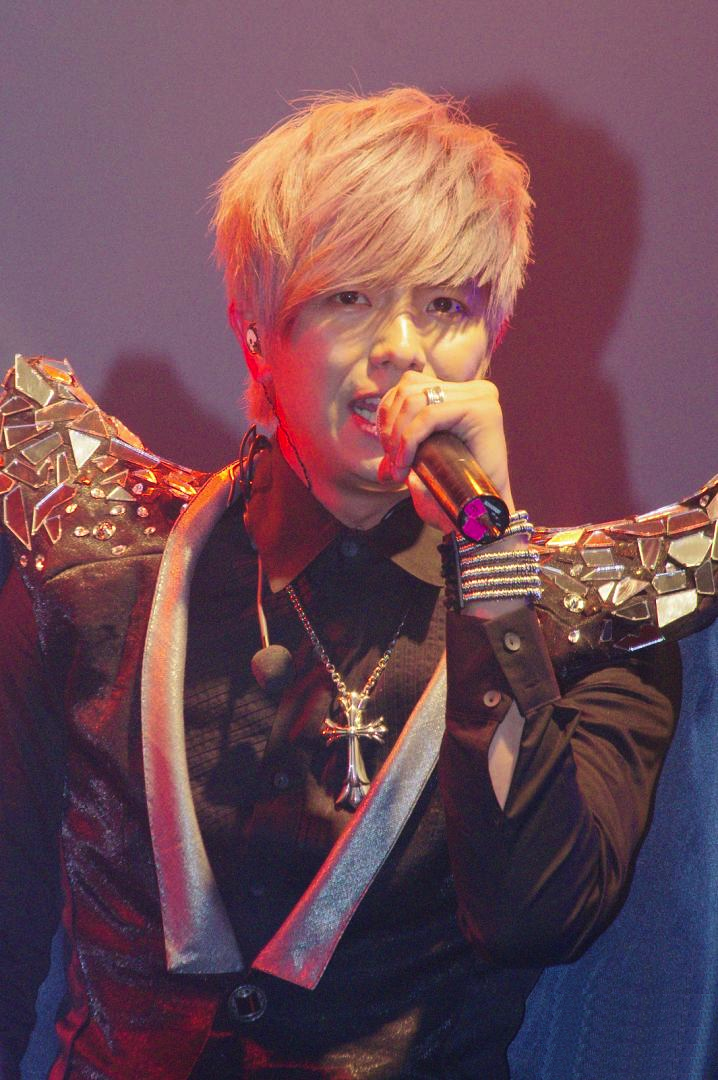
黃鴻升於2012年的「夜王」演唱會台北站

2010年4月，黃鴻升在潮流雜誌《COOL》擁有他的第二個雜誌專欄《Toy Evolution Studio 玩具進化工作室》；7月9日，他發行第三本图文集《赤鬼流》，同月參演舞台劇《天裝戰隊護星者》，并演唱中文主題曲〈御守之心〉；此外，黃亦於同年首次擔綱男主角、演出偶像劇《流氓校長》。2011年1月，他首次在中國大陸主持節目《中國愛·大歌會》，之後主演偶像劇《珍愛林北》以及新加坡電影《一泡而紅》，並出演偶像劇《醉後決定愛上你》；同年8月，發行單曲〈金剛變形〉，12月再發行第二張個人專輯《黑心傷品》，此張專輯發行後獲得G-Music風雲榜的「華語榜」和「綜合榜」雙料冠軍，以及中廣音樂網（i radio）当週点播榜人气冠军，蝉联G-Music風雲榜两週冠军。2012年，黃鴻升主演電影《陣頭》以及新加坡新傳媒電視台的30週年台慶戲劇《花樣人間》，創下亮眼票房與收視成績，其中《陣頭》獲得新台幣3.17億元票房；此外，他在三立都會台平日黃金時段電視劇《剩女保鏢》中擔綱演出男主角，並於同年11月28日開始舉辦「夜王 G·host 黃鴻升2012亞洲巡迴演唱會」。2013年，黃鴻升發行個人第三張專輯《超有感》，同年6月與卓文萱再次合作、合唱單曲《心愛的》；至該年8月，舉行專輯銷量破五萬張之簽唱會；之後他在台北、上海以及香港舉行專輯新歌演唱會。
2014年，黃參演偶像劇《巷弄裡的那家書店》，並演唱該劇片尾曲〈有感情歌〉以及首次創作詞曲的插曲〈自以為我以為〉；同年7月，他與侯佩岑、吳姍儒主持綜藝訪談節目《城彩名人堂》。2015年，黃鴻升主演電影《角頭》和《風雲高手》，其中黑幫電影《角頭》獲得新台幣8000萬元票房；同年8月，他以《娛樂百分百》入圍第50屆金鐘獎「綜藝節目主持人獎」；11月27日，發行第四張個人專輯《ALIEN》。該年12月6日，黃鴻升暫別《娛樂百分百》主持群，其歡送會節目企劃於2016年1月26日錄製、2月5日播出，並且在該集節目結束前進行“封板”告別儀式（節目流程文件板），同時亦保留他回歸參演節目之可能性。
離開《娛樂百分百》後，黃鴻升持續推出個人音樂作品並發展主持事業。2018年1月19日，他發行睽違三年的個人第五張專輯《人類HUMAN》；該年9月22日，黃加入由吳宗憲和KID主持的三立外景實境遊戲節目《綜藝玩很大》，成為節目中的固定隊長。2019年，黃鴻升以《綜藝玩很大》入圍第54屆金鐘獎「益智及實境節目主持人獎」；另一方面，他自該年起陸續發行《Plan B》等單曲，並於同年10月13日在台北市「三創Clapper Studio」舉行《Plan B》同名演唱會，同時籌備發行新專輯。2020年2月16日至3月1日，黃舉辦《Dear papa》個人畫展。

## 個人生活
黃鴻升就讀華岡藝校時曾與身為同學的楊丞琳交往，他曾於節目中公開表示彼此並非初戀情人，兩人戀情維持二年。2020年6月17日，臺灣雜誌《時報周刊》報導黃鴻升與女藝人吳函峮交往中，由於兩人選擇不公開戀情，所以當事人並未承認；同年9月16日，黃鴻升在家中猝逝，吳函峮在隔日凌晨於Instagram上發文，承認兩人已交往一年半的戀情。2024年，兩人的好友KID在《花甲少年趣旅行》節目中透露，其實吳函峮在黃鴻升離世後就一直保持單身狀態，類似於為黃鴻升守寡，也知道她可能還一直未走出黃鴻升已離世的傷痛之中。
除了演藝事業以外，黃鴻升亦擁有個人副業投資。2008年9月，黃鴻升自創時尚潮流品牌「Alien Evolution Studio」（簡稱「AES」），其專門店「進化吧工作室」由他的妹妹和妹婿代為經營。2020年9月因黃鴻升猝逝，網路商城持續運作，實體店面無限期休息，品牌團隊繼續完成營運相關計劃。

## 逝世及追思
2020年9月16日上午，黃鴻升父親到黃鴻升住處探訪，喊人沒得到回應，走到浴室發現黃鴻升躺臥於門口，已無呼吸心跳亦無外傷，只見口鼻微微出血，隨後通報警方到場協助。當地消防局於上午11時27分接獲報案，立刻趕往現場，隨即證實黃鴻升當場死亡，其時遺體已現屍斑及身體僵硬狀況。他前一天仍在Instagram發布限時動態。其後藝人朋友及粉絲紛紛悼念，並因年輕猝逝，有台灣媒體暱稱他為「永遠的葛格」，而藝人朋友亦讚許肯定其待人處事和形象正面。9月18日，法醫初判死因為心主動脈剝離、血管阻塞，引致心因性休克。遺體於9月25日進行火化，花葬長眠於陽明山「臻善園」。由於本人沒有特定宗教信仰，沒有舉行任何宗教儀式。
2020年10月6日，黃鴻升的唱片公司「滾石唱片」為他舉辦追思音樂會《地球上最浪漫的演唱會》，由吳宗憲和KID主持，當日晚間7時在台北「華山Legacy」開演。當天下午4時，現場有2,000名觀眾排隊等候入場；開演後，有30組藝人或公眾人物上台致詞或演出，楊丞琳、許瑋甯、林俊傑、黃子佼、炎亞綸、柯有倫、竇智孔、李易、懷秋、品冠等近百位友人，以及黃鴻升的妹妹和峮峮等親友到場觀賞。該場演唱會在網路影音平台YouTube的現場直播一度逾24萬人同時觀看。

## 音樂作品

### 個人專輯
| #   | 名称                  | 发行时间       |
| --- | --------------------- | -------------- |
| 1st | 《Love Hero 愛&英雄》 | 2009年12月24日 |
| 2nd | 《黑心傷品》          | 2011年12月23日 |
| 3rd | 《超有感》            | 2013年5月24日  |
| 4th | 《ALIEN》             | 2015年11月27日 |
| 5th | 《人類HUMAN》         | 2018年1月19日  |
| 6th | 《Plan B》            | 2020年11月28日 |

### EP
| #   | 名称     | 发行时间      |
| --- | -------- | ------------- |
| 1st | 《不屑》 | 2009年7月17日 |

### 單曲
| #    | 名称                   | 发行时间       |
| ---- | ---------------------- | -------------- |
| 1st  | 《鬼混》               | 2008年5月30日  |
| 2nd  | 《御守之心》           | 2010年6月4日   |
| 3rd  | 《金剛變形》           | 2011年9月2日   |
| 4th  | 《忘了怎麼快樂》       | 2012年9月21日  |
| 5th  | 《蒸發》               | 2019年6月27日  |
| 6th  | 《人生定番》           | 2019年8月6日   |
| 7th  | 《Plan B》             | 2019年11月28日 |
| 8th  | 《我不是空笑夢》       | 2020年7月19日  |
| 9th  | 《扛得住》             | 2020年9月28日  |
| 10th | 《地球上最无聊的下午》 | 2020年11月23日 |

### 團體時期作品
| 團體              | 作品類型 | 名称               | 发行时间      |
| ----------------- | -------- | ------------------ | ------------- |
| HC3               | 單曲     | 《我們是朋友》     | 2002年7月2日  |
| 丸子              | 專輯     | 《关东煮》         | 2003年10月1日 |
| Speed Ball 速度球 | EP       | 《直球對決男子漢》 | 2004年6月27日 |

### 合輯
- 2003年5月23日 滾石合輯《畢業幹什麼》
- 2007年2月11日 滾石合輯《K歌情人雅座》
- 2008年7月8日 滾石合輯《一起飛Far away》
- 2010年12月18日 滾動合輯《Playboyz》

### 原聲帶
| 年份   | 名称                 | 发行时间      |
| ------ | -------------------- | ------------- |
| 2004年 | 《愛情合約》         | 2004年7月13日 |
| 2004年 | 《香草戀人館》       | 2004年8月25日 |
| 2004年 | 《夢遊夏威夷》       | 2004年12月3日 |
| 2014年 | 《巷弄裡的那家書店》 | 2014年7月15日 |

### 合作單曲
- 2004年 丸子、杜德偉《復活島》
- 2007年 群星《天使的翅膀》
- 2007年 黃鴻升、卓文萱《愛的主旋律》
- 2009年 群星《讓愛轉動整個宇宙》
- 2010年 群星《明天會更好》
- 2012年 黃鴻升、瑞恩《牽掛》
- 2013年 黃鴻升、卓文萱《心愛的》
- 2018年 黃鴻升、李閎傑《天下舞雙》
- 2019年 妮可醬、黃鴻升《有鬼》

### 演唱會
| 年份 | 演唱会名称                                      | 地点                           | 日期           | 嘉宾 | 備註                                    |
| ---- | ----------------------------------------------- | ------------------------------ | -------------- | --- | --------------------------------------- |
| 2003 | 丸子「愛你卡農」3Q演唱會台北站                  | 台北西门町屈臣氏前广场         | 2003年11月15日 | | 以團體成員身分演出                      |
| 2003 | 丸子「愛你卡農」3Q演唱會高雄站                  | 高雄漢神百貨                   | 2003年11月22日 | | 以團體成員身分演出                      |
| 2003 | 丸子「愛你卡農」3Q演唱會台中站                  | 台中中友百貨                   | 2003年11月29日 | | 以團體成員身分演出                      |
| 2009 | 「黃鴻升×不屑」全省巡迴LIVE音樂會台北站         | 台北河岸留言                   | 2009年8月30日  | |                                         |
| 2009 | 「黃鴻升×不屑」全省巡迴LIVE音樂會台中站         | 台中迴響Live House             | 2009年9月26日  | |                                         |
| 2009 | 「黃鴻升LOVE HERO」Live音樂會                   | 台北The Wall                   | 2009年11月25日 | |                                         |
| 2010 | 「黃鴻升LIVE Concert」音樂會                    | 台北河岸留言                   | 2010年1月15日  | |                                         |
| 2010 | 「黃鴻升與玫瑰」情人節LIVE音樂會                | 台北河岸留言                   | 2010年2月6日   | 衛斯理 |                                         |
| 2010 | 「黃鴻升Fun4搖滾」巡迴LIVE音樂會新加坡站        | 新加坡Dragonfly, St.James      | 2010年9月4日   | |                                         |
| 2010 | 「黃鴻升Fun4搖滾」巡迴LIVE音樂會香港站          | 香港協青社蒲吧                 | 2010年11月15日 | |                                         |
| 2011 | Playboyz「樂玩樂快樂」壓歲演唱會                | 台北河岸留言                   | 2011年1月29日  | |                                         |
| 2012 | 黃鴻升「夜王 G·host」2012亞洲巡迴演唱會台灣站   | 台北華山Legacy                 | 2012年11月28日 | 衛斯理 | 首次舉辦個人售票演唱會                  |
| 2012 | 黃鴻升「夜王 G·host」2012亞洲巡迴演唱會香港站   | 香港九龍灣國際展貿中心-匯星    | 2012年12月9日  | 任賢齊、林凡 神秘嘉賓：陳曉東 |                                         |
| 2012 | 黃鴻升「夜王 G·host」2012亞洲巡迴演唱會新加坡站 | 新加坡The Coliseum             | 2012年12月15日 | |                                         |
| 2013 | 超有感新歌演唱会                                | 台北ATT Show Box               | 2013年7月20日  | 李婭莎 |                                         |
| 2013 | 超有感QQ音乐内地首唱会                          | 上海浅水湾文化艺术中心         | 2013年9月15日  | |                                         |
| 2013 | 「愛進化」世界巡迴演唱會香港站                  | 香港九龍灣國際展貿中心-匯星    | 2013年12月8日  | |                                         |
| 2014 | 「愛進化」世界巡迴演唱會廣州站                  | 廣州中央車站展演中心Rock House | 2014年7月26日  | |                                         |
| 2016 | THE SHINING 演唱會                              | 台北國際會議中心（T.I.C.C.）   | 2016年5月21日  | 羅百吉 |                                         |
| 2016 | THE SHINING 演唱會                              | 廣州中央車站展演中心Rock House | 2016年8月27日  | |                                         |
| 2018 | HUMAN人類 演唱會                                | 台北華山Legacy                 | 2018年2月24日  | |                                         |
| 2018 | HUMAN人類 演唱會                                | 香港旺角麥花臣場館             | 2018年7月14日  | |                                         |
| 2019 | 黃鴻升&TAT PLAN B 演唱會                        | 台北三創Clapper Studio         | 2019年10月13日 | |                                         |
| 2020 | 地球上最浪漫的演唱會                            | 台北華山Legacy                 | 2020年10月6日  | 吳宗憲、KID、吳映潔、丸子、陳漢典、許效舜、張泰山、黃鐙輝、蕭敬騰、孫盛希、林凡、張睿家、妮可醬、李玖哲、曹格、邱振哲、李千那、許瑋甯、楊丞琳、Jason、小玲、炎亞綸、李易、八三夭、TAT（黃鴻升個人樂團：王山而Ray、口賽Cosine、阿星、木寸、老俄、朝量、毛毛）、曾國城、海裕芬、柯有倫、竇智孔、謝坤達、庹宗康、張立東 | 黃鴻升逝世追思音樂會，由吳宗憲和KID主持 |

## 戲劇作品

### 電視劇
| 年份   | 首播頻道           | 劇名                            | 飾演       |
| ------ | ------------------ | ------------------------------- | ---------- |
| 2002年 | 東風衛視           | 《半成年主張之搞個自由式》      | 小鬼       |
| 2005年 | 公視               | 《偵探物語》                    | 阿君       |
| 2005年 | 八大綜合           | 《終極一班》                    | 蔡一零     |
| 2006年 | 八大綜合、公視     | 《東方茱麗葉》                  | 陸一彌     |
| 2006年 | 華視、東森綜合     | 《天堂來的孩子》                | 鐘大規     |
| 2007年 | 中視、東森戲劇台   | 《轉角*遇到愛》                 | 阿義       |
| 2007年 | 八大綜合、華視     | 《熱情仲夏》                    | 陳朗竹     |
| 2007年 | 中視、八大綜合     | 《公主小妹》                    | 南風瑾朋友 |
| 2007年 | 中視、八大綜合     | 《惡作劇2吻》                   | 金元豐朋友 |
| 2008年 | 民視、八大綜合     | 《霹靂MIT》                     | 黃輝宏     |
| 2009年 | 華視               | 《我在1949,等你》               | 李文雄     |
| 2010年 | 中視               | 《流氓校長》                    | 王拓海     |
| 2011年 | HiHD頻道           | 《珍愛林北》                    | 孔雲青     |
| 2011年 | 台視 /三立都會     | 《醉後決定愛上你》              | 耿爍懷     |
| 2012年 | 新加坡新传媒8频道  | 《花樣人間》                    | 趙明星     |
| 2012年 | 三立都會、東森綜合 | 《剩女保鏢》                    | 何仲祈     |
| 2014年 | 華視               | 《巷弄裡的那家書店》            | 李澤暄     |
| 2016年 | 公視               | 《滾石愛情故事-飄洋過海來看你》 | 阿燦       |
| 2017年 | 緯來戲劇台         | 《逃婚100次》                   | 許達才     |
| 2019年 | 台視、八大綜合     | 《我是顧家男》                  | BRIAN      |
| 2019年 | 中視               | 《想見你》                      | 杜齊閔     |
| 2020年 | HBO                | 《獵夢特工》                    | 特勤隊長   |

### 電影
| 年份 | 片名           | 飾演   | 導演   |
| ---- | -------------- | ------ | ------ |
| 2004 | 《狂放》       | 林益捷 | 陳正道 |
| 2004 | 《夢遊夏威夷》 | 小鬼   | 徐輔軍 |
| 2011 | 《一泡而紅》   | 阿盛   | 莊米雪 |
| 2012 | 《陣頭》       | 阿賢   | 馮凱   |
| 2015 | 《角頭》       | 阿雄   | 李運傑 |
| 2016 | 《風雲高手》   | 任來風 | 張清峰 |
| 2016 | 《大顯神威》   | 林克強 | 辛季澧 |
| 2016 | 《從地獄歸來》 | 孫石蓮 | 李克什 |
| 2017 | 《痴情男子漢》 | 洪迪索 | 連奕琦 |
| 2019 | 《舞極限》     | 張運翰 | 李閎傑 |
| 2020 | 《練愛iNG》    | 哈哈哥 | 林暐恆 |
| 2024 | 《超磅名模》   | 王智磊 | 李慧嫻 |

### 電視電影
| 年份 | 片名                           | 飾演 | 導演   |
| ---- | ------------------------------ | ---- | ------ |
| 2006 | 公視人生劇展《喂！水開了沒？》 | 阿忠 | 張佳賢 |

### 微電影與短片
| 年份 | 片名                      | 飾演   | 導演           |
| ---- | ------------------------- | ------ | -------------- |
| 2006 | 微電影《飛往昨天的CI006》 | 李正非 | 陳蔚爾         |
| 2007 | 短片《燃燒吧！機車》      | 胡迪尼 | 游智煒         |
| 2009 | 公益短片《黑潮》          | 小鬼   | 鈕承澤         |
| 2019 | 微電影《Plan B》          | 李東彥 | 黃鴻升、彭道森 |

### 舞台劇
| 年份            | 舞台劇                               | 飾演角色 |
| --------------- | ------------------------------------ | -------- |
| 2010.7.16～7.18 | 《超級戰隊系列》第34代《8988898989》 | 龍之淚   |

### 音樂錄影帶
| 年份 | 歌曲       | 收錄專輯                  | MV主角                                             |
| ---- | ---------- | ------------------------- | -------------------------------------------------- |
| 1997 | 明天       | 杨乃文 One                | 黃鴻升、胡安安、韓宜邦                             |
| 2002 | 爱从零开始 | 孙燕姿 Leave              | 黃鴻升                                             |
| 2003 | 来看你     | 孔令奇 World Peace        | 黃鴻升                                             |
| 2004 | 永不退缩   | 任賢齊 兩極               | 任賢齊、貝兒、李聖傑、黃鴻升、韓宜邦、陳詩欣、戎祥 |
| 2006 | 最近       | 李聖杰 關於你的歌         | 黃鴻升、吳亞馨                                     |
| 2007 | 爱的主旋律 | K歌情人雅座               | 卓文萱、黃鴻升                                     |
| 2007 | 很用力     | 閻韋伶                    |                                                    |
| 2008 | 一起飛     |                           | 滚石群星                                           |
| 2010 | 明天会更好 |                           |                                                    |
| 2013 | 惯性冬眠   | 鍾欣潼 桐花               | 鍾欣潼、黃鴻升                                     |
| 2013 | 回家以后   | 鍾欣潼 桐花               | 鍾欣潼、黃鴻升                                     |
| 2014 | 心爱的     | 就是要你愛上我 電視原聲帶 | 卓文萱、黃鴻升                                     |
| 2019 | 有鬼       |                           | 妮可醬、黄鸿升                                     |

## 主持作品

### 影視節目
| 年份 | 頻道                      | 節目                     | 備註                                               |
| ---- | ------------------------- | ------------------------ | -------------------------------------------------- |
| 2002 | 公視                      | 《下課花路米》           | 與許傑輝、陳譯賢共同主持                           |
| 2004 | 東風衛視                  | 《亞洲娛樂通》           | 與Junior、绿茶、楊千霈共同主持                     |
| 2004 | 東風衛視                  | 《娛樂歐MyGod》          | 與歐漢聲、Junior共同主持                           |
| 2005 | 台視                      | 《歡樂一路發之生存巴士》 | 與羅志祥、Junior、郭世倫、麻衣、愛紗、羅瑤共同主持 |
| 2006 | 八大電視                  | 《娛樂百分百》           | 與羅志祥、愷樂、威廉共同主持                       |
| 2008 | 八大電視                  | 《小鬼當家》             |                                                    |
| 2009 | TVBS歡樂台                | 《得獎的事》             | 與黃國倫共同主持                                   |
| 2011 | 四川衛視                  | 《中國愛∙大歌會》        | 與馬松、武藝共同主持                               |
| 2014 | 東風衛視                  | 《Citycolor城彩名人堂》  | 與侯佩岑或 Sandy共同主持                           |
| 2018 | 17直播、MTV               | 《趣你的娛樂》           | 與海裕芬或梁凱莉共同主持                           |
| 2018 | 中國電視公司、三立都會台  | 《綜藝玩很大》           | 與吳宗憲、KID共同主持                              |
| 2019 | 播吧、東森新聞雲、YouTube | 《星光雲!RUN新聞》       | 林柏昇服兵役期間代班，與熊熊共同主持               |
| 2019 | 公視台語台、華視          | 《台語我上讚》           | 與張文綺共同主持                                   |
| 2020 | 蝦皮購物                  | 《聊聊大明星》           | 與關韶文共同主持                                   |

## 書籍作品
- 2007年《搞什麼鬼？！》全創作圖文集
- 2008年《鬼怒穿》全創作圖文集
- 2010年《赤鬼流》全創作圖文集

## 個人畫展
| 日期                         | 畫展主題    | 地點         |
| ---------------------------- | ----------- | ------------ |
| 2016年12月25日至2017年1月8日 | Me & Myself | 華山高興藝術 |
| 2020年2月16日至2020年3月1日  | Dear PaPa   | 安德昇藝術   |

## 代言活動
2016年：AES、Hanes攜手推出城邦基金會 10 周年慈善紀念TEE。

## 獎項紀錄

### 金鐘獎
| 年份   | 獲入圍                             | 節目           | 結果 |
| ------ | ---------------------------------- | -------------- | ---- |
| 2015年 | 第50屆金鐘獎綜藝節目主持人獎       | 《娛樂百分百》 | 提名 |
| 2019年 | 第54屆金鐘獎益智及實境節目主持人獎 | 《綜藝玩很大》 | 提名 |
| 2021年 | 第56屆金鐘獎益智及實境節目主持人獎 | 《綜藝玩很大》 | 提名 |

### 綜合獎項
| 年份   | 獎項                                                               | 結果 |
| ------ | ------------------------------------------------------------------ | ---- |
| 2008年 | 第一屆華藝星光十傑——第5名                                          | 獲獎 |
| 2010年 | 新加坡e樂大賞頒獎典禮2010——人氣海外新人                            | 獲獎 |
| 2010年 | 新城國語力頒獎典禮2010——國語力新人王                               | 獲獎 |
| 2010年 | 第十六屆新加坡金曲獎——人氣新晉男歌手                               | 獲獎 |
| 2010年 | 第十六屆新加坡金曲獎——大躍進歌手                                   | 獲獎 |
| 2010年 | Asia Online全球榜中榜·網絡金曲獎——最喜愛的新聲男歌手               | 獲獎 |
| 2011年 | 第二屆MY Astro至尊流行榜頒獎典禮——至尊海外新人                     | 獲獎 |
| 2011年 | 第二屆MY Astro至尊流行榜頒獎典禮——至尊金曲《地球上最浪漫的一首歌》 | 獲獎 |
| 2011年 | 新加坡e樂大賞頒獎典禮——人气男歌手                                  | 獲獎 |
| 2011年 | 新加坡e樂大賞頒獎典禮——網絡紅人                                    | 獲獎 |
| 2011年 | 第九屆Music Radio中國TOP排行榜——港台地區年度推薦唱片《愛&英雄》    | 獲獎 |
| 2012年 | 新加坡e樂大賞頒獎典禮2012——人氣台灣電視演員                        | 獲獎 |
| 2012年 | 新加坡e樂大賞頒獎典禮2012——人氣男歌手                              | 獲獎 |
| 2012年 | 新加坡e樂大賞頒獎典禮2012——人氣MV《六十億分之一》                  | 獲獎 |
| 2012年 | 新城國語力頒獎典禮2012——國語力男歌手                               | 獲獎 |
| 2012年 | 新城國語力頒獎典禮2012——國語力歌曲《澀谷》                         | 獲獎 |
| 2012年 | Yes 933——十大最受歡迎歌手第8名                                     | 獲獎 |
| 2013年 | 新加坡e樂大賞頒獎典禮——人氣台灣電視演員                            | 獲獎 |
| 2013年 | 新加坡e樂大賞頒獎典禮——人氣封面人物                                | 獲獎 |
| 2013年 | 新城國語力頒獎典禮2013——亞洲人氣偶像獎                             | 獲獎 |
| 2013年 | 新城國語力頒獎典禮2013——國語力歌曲《超有感》                       | 獲獎 |
| 2013年 | 新城國語力頒獎典禮2013——國語力男歌手                               | 獲獎 |
| 2013年 | 第十八屆新加坡金曲獎——最受歡迎男歌手                               | 獲獎 |
| 2013年 | 第十八屆新加坡金曲獎——MeRadio下載率最高金曲（男歌手）《超有感》    | 獲獎 |
| 2013年 | 第十八屆新加坡金曲獎——时尚歌手獎                                   | 獲獎 |
| 2013年 | 音樂先鋒榜——年度先鋒演繹歌手                                       | 獲獎 |
| 2013年 | 音樂先鋒榜——最受歡迎先鋒對唱金曲《心愛的》                         | 獲獎 |
| 2013年 | 音樂先鋒榜——網上最具人氣先鋒金曲《千分之一》                       | 獲獎 |
| 2013年 | TVB8金曲榜頒獎典禮2013——最佳唱作歌手獎金獎《忘了怎麼快樂》         | 獲獎 |
| 2013年 | TVB8金曲榜頒獎典禮2013——金曲榜金曲奖《超有感》                     | 獲獎 |
| 2013年 | 新城勁爆頒獎禮2013——勁爆國語歌曲《超有感》                         | 獲獎 |
| 2013年 | 新城勁爆頒獎禮2013——國語歌手大獎                                   | 獲獎 |
| 2013年 | 新城勁爆頒獎禮2013——全國樂迷投選勁爆偶像                           | 獲獎 |
| 2013年 | eTV十大巨星-第九名                                                 | 獲獎 |
| 2014年 | 第四屆全球流行音樂金榜頒獎典禮——年度最受歡迎男歌手                 | 獲獎 |
| 2014年 | 第四屆全球流行音樂金榜頒獎典禮——年度20大金曲《超有感》             | 獲獎 |
| 2014年 | 新加坡e樂大賞頒獎典禮——人氣男歌手                                  | 獲獎 |
| 2014年 | 新加坡e樂大賞頒獎典禮——人氣華語MV《超有感》                        | 獲獎 |
| 2014年 | 新加坡e樂大賞頒獎典禮——omy網絡紅人                                 | 獲獎 |
| 2014年 | Hito流行音樂獎頒獎典禮——hito網路首播人氣《超有感》                 | 獲獎 |
| 2014年 | Hito流行音樂獎頒獎典禮——hito舞台演繹                               | 獲獎 |
| 2014年 | 新城國語力頒獎典禮2014——亞洲人氣偶像                               | 獲獎 |
| 2014年 | 新城國語力頒獎典禮2014—國語力男歌手                                | 獲獎 |
| 2014年 | 新城國語力頒獎典禮2014—國語力歌曲《有感情歌》                      | 獲獎 |
| 2014年 | 新城國語力頒獎典禮2014—國語力合唱歌曲《心愛的》（與 卓文萱）       | 獲獎 |
| 2021年 | 第1屆 PlayMusic Awards—年度音樂錄影帶《我不是空笑夢》              | 獲獎 |

## 外部連結
- AES黃鴻升的Facebook專頁
- 黃鴻升的新浪微博
- 黃鴻升的Instagram帳戶
- YouTube上的黃鴻升頻道
- 黃鴻升在互联网电影资料库（IMDb）上的資料（英文）
- 黃鴻升在香港影庫上的簡介
- 黃鴻升在台灣電影網上的資料（繁體中文）